# 德拉米贊
36°32′N 3°50′E / 36.533°N 3.833°E
德拉米贊（阿拉伯语：‎），是阿爾及利亞的城鎮，位於該國北部，由提濟烏祖省負責管轄，是德拉米贊區的首府，面積81平方公里，2008年人口38,886，人口密度每平方公里481人。